# Chris Mulkey
Chris Mulkey, né le 3 mai 1948 à Viroqua (Wisconsin), est un acteur américain.

## Biographie
Chris Mulkey est apparu dans Cloverfield et le téléfilm Knight Rider. Il a aussi joué un coach dans quatre épisodes de Friday Night Lights et est apparu dans de nombreux shows télé et films depuis le milieu des années 1970 comme Baretta. Il a joué Hank Jennings dans la série Twin Peaks. Il a également joué dans la série télévisée Saving Grace.

### Vie privée
Chris Mulkey a été marié à l'actrice Karen Landry jusqu'à la mort de cette dernière en 2015.

## Filmographie

### Cinéma
- 1982 : Rambo : Ward
- 1982 : Timerider, le cavalier du temps perdu : Daniels 1
- 1982 : Dreamscape : Finch
- 1985 : Runaway : L'Évadé du futur : Johnson
- 1987 : Hidden : Jack DeVries
- 1991 : K-9000 (en) : Eddie Monroe
- 1992 : Gas Food Lodging d'Allison Anders : Raymond
- 1994 : Le Tueur du futur : Bram
- 1996 : Broken Arrow de John Woo : major Hunt
- 1997 : Le Fan : Tim
- 1998 : Bulworth : flic n°2
- 2001 : Sugar Town : Aaron
- 2003 : Radio
- 2005 : Mysterious Skin : Mr Lackey
- 2006 : L'Affaire Josey Aimes : Earl Slangley
- 2007 : Dreamland : Herb
- 2008 : Cloverfield : lieutenant-colonel Graff
- 2011 : Rehab de Rick Bieber
- 2013 : American Nightmare : M. Halverson
- 2013 : Decoding Annie Parker de Steven Bernstein (en)
- 2013 : Capitaine Phillips : John Cronan
- 2014 : Whiplash : oncle Frank
- 2017 : Message from the King de Fabrice Du Welz : Leary
- 2018 : Gloria Bell de Sebastián Lelio : Charlie
- 2019 : Above Suspicion de Phillip Noyce : Todd Eason

### Télévision
- 1975 : Baretta (série télévisée)
- 1979 : Drôles de dames (série télévisée) : Saison 4 épisode 10 : Reggie Martin
- 1982 : Hooker (série télévisée) : Saison 2 épisode 7 : Thomas
- 1983 - 1984 : Shérif, fais-moi peur (série télévisée) : 2 épisodes : Billy Ray (saison 6, épisode 1) / Sharp (saison 7, épisode 13)
- 1985 :  Les Enquêtes de Remington Steele (série télévisée) : Saison 4 épisode 3 : Rhodes
- 1985 :  Magnum (série télévisée) : Saison 6 épisode 10 : Tony
- 1987 :  La Belle et la Bête (série télévisée) : Saison 1 épisode 11 : Danny Yates
- 1990 - 1991 : Mystères à Twin Peaks (série télévisée) : Hank Jennings
- 1992 : Arresting Behavior (série télévisée) : Saison 1 : officier Pete Walsh
- 1994 : Arabesque (série télévisée) : Saison 11 épisode 9 : Al Wallace
- 1997 : Les Anges du bonheur (série télévisée) : Saison 4 épisode 15 : Erskine
- 2002 : Boomtown (série télévisée) : Saison 1 épisode 4 : Kevin Van Horn
- 2002 : Les Experts : Miami (série télévisée) : Saison 1 épisode 14 : Leonard Murphy
- 2003 : JAG (série télévisée) : Saison 9 épisode 9
- 2003 : Les Experts (série télévisée) : Saison 4 épisode 4
- 2006 : Dossier Smith (série télévisée) : Saison 1 épisode 4 : Donny
- 2006 : Lost : Les Disparus (série télévisée) : Saison 3 épisode 3 : Mike
- 2007 : Friday Night Lights (série télévisée) : Saison 2 épisode 4 : Coach
- 2007 : Shark (série télévisée) : Saison 2 épisode 16 : shérif Griffin
- 2007 : Esprits criminels (série télévisée) : Saison 3 épisode 16 : shérif Britt Hallum
- 2007 - 2010 : Saving Grace (série télévisée) : Doug Norman
- 2008 : Les Experts : Manhattan (série télévisée) : Saison 5 épisode 10 : Bernie Benton
- 2008 : NCIS : Enquêtes spéciales (série télévisée) : Saison 6 épisode 2 : Richard Owens
- 2009 : US Marshals : Protection de témoins (série télévisée) : Saison 2 épisode 7 : Karl Hogeland
- 2009 : 24 heures chrono (série télévisée) : Saison 7 épisodes 15 et 17 : Doug Knowles
- 2010 : Castle (série télévisée) : Saison 3 épisode 10 : Wilbur Pittorino
- 2010 - 2011 : Boardwalk Empire (série télévisée) : major Frank Hague
- 2011 : The Glades (série télévisée) : Saison 2 épisode 3 : Frank Morgan
- 2013 : Mentalist (série télévisée) : Saison 5 épisode 13 : Tom Crayhew
- 2016 : Timeless (série télévisée) : Saison 1 épisode 9 : Frank Hamer

## Voix françaises
| - Mathieu Rivolet dans : - Chroniques d'Alabama - US Marshals : Protection de témoins - Grimm - Scandal - Better Call Saul - Agent Carter - Timeless - Wolves at the Door - Gotti - Philippe Dumond dans : - Against the Wall - Chicago Justice - Mario Santini dans Rambo - Max André dans Dreamscape - Richard Darbois dans Runaway : L'Évadé du futur - Pascal Massix dans L'Affaire Josey Aimes - Patrick Raynal dans American Nightmare - Jean Roche dans Twin Peaks (1re voix) - Vania Vilers dans Twin Peaks (2e voix) - Yves-Henri Salernes dans Saving Grace - Bernard Bonnet dans Scorpion - Jean-Louis Faure dans Esprits criminels - Patrick Floersheim dans Human Target : La Cible - Régis Lang dans Friday Night Lights - Bernard Lanneau dans Nowhere to Hide - José Luccioni dans Mad families - Vincent Ribeiro dans NCIS : Enquêtes spéciales - Philippe Roullier dans Sanitarium |